# Cabrestant

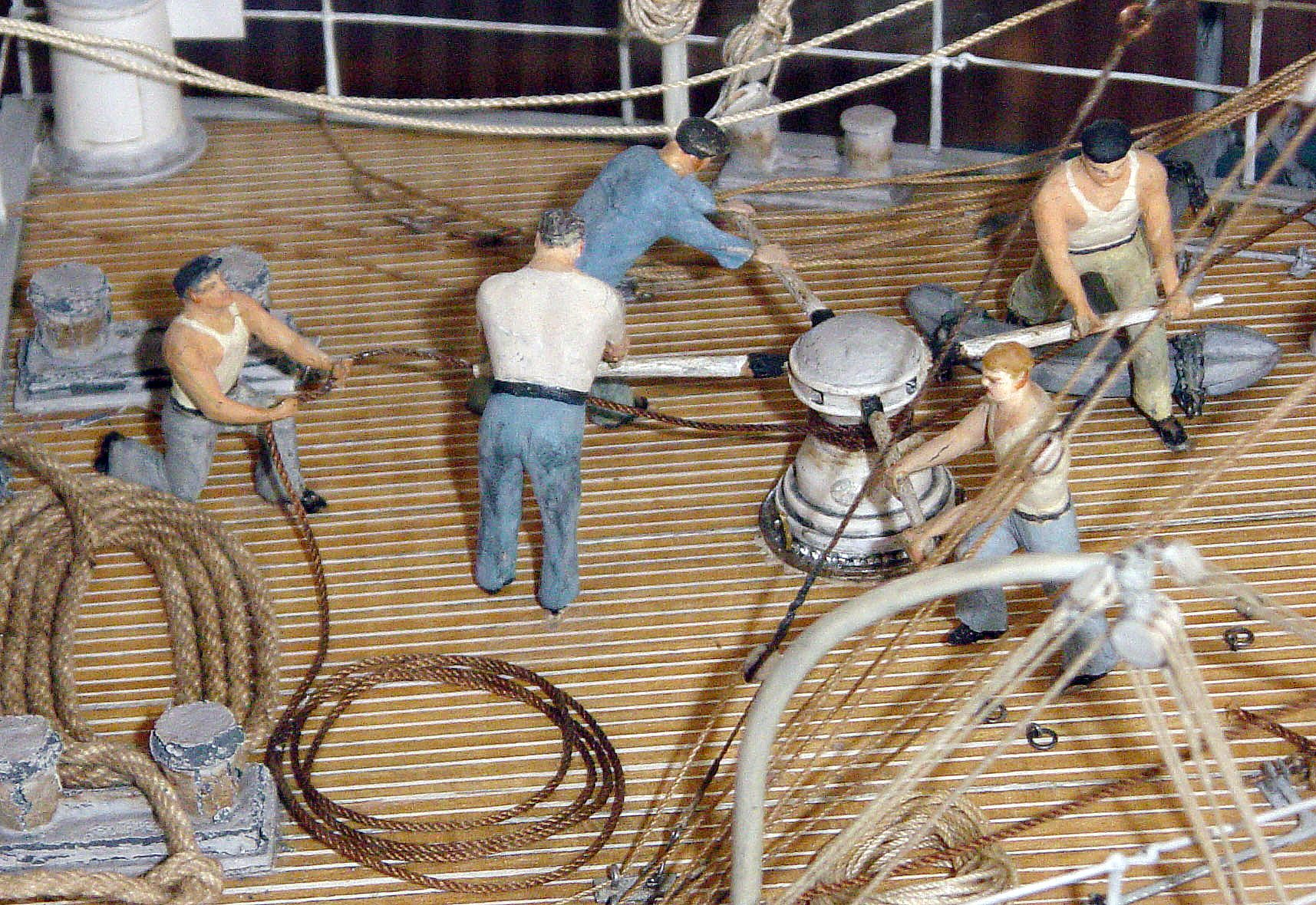
Model a escala de mariners treballant un argue o vogi.

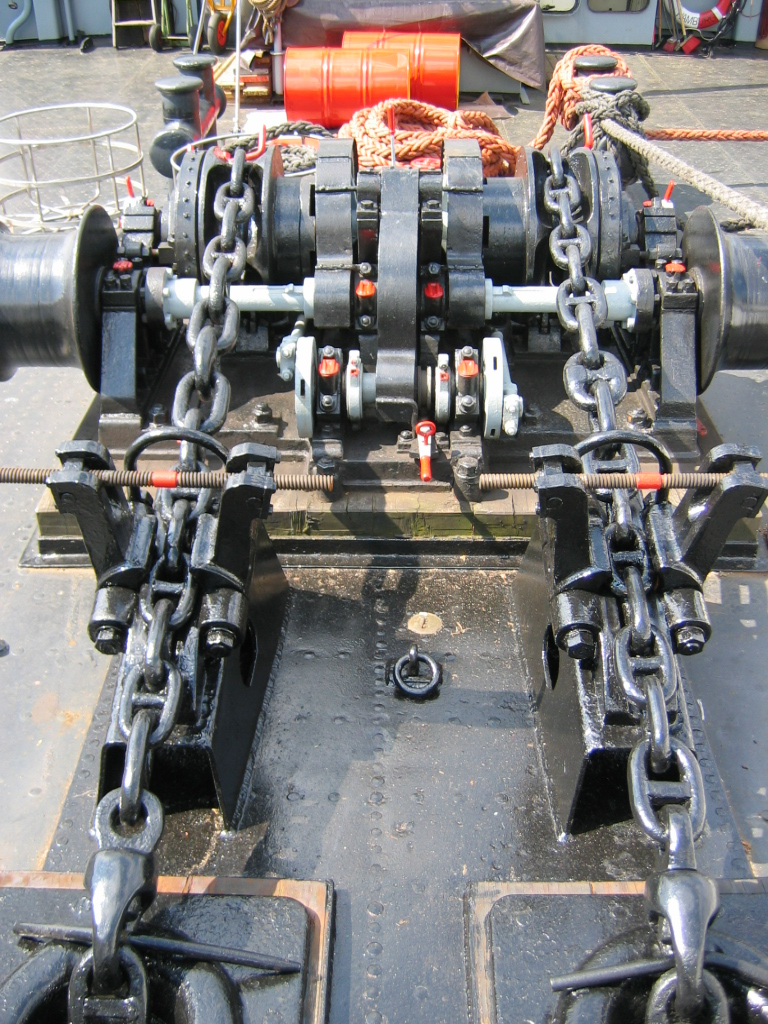
Argue d'eix horitzontal i sistema de fondeig

L'argue, cabrestant (del castellà, cabrestante), vogi o vògit és un dispositiu mecànic, impulsat manualment o per un motor elèctric, destinat a aixecar i desplaçar grans càrregues. Consisteix en un giny rodet giratori, al voltant del qual s'enrotlla un cable o maroma, provocant el moviment en la càrrega subjecta a l'altre costat d'aquest. En aquests ormeigs, unes barres creuades en els extrems del cilindre giratori permeten aplicar-hi la força necessària. Són part integral, entre altres coses, de l'equipament nàutic.

## Usos
La utilització d'argues també està estesa a una gran varietat de tasques industrials, entre les quals es troba la mineria. En mineria, s'empren per a l'extracció de materials i personal en gàbies o trens de vagons procedents de l'interior de la mina. En el cas de les gàbies, es disposen en el castellet del pou vertical, i permeten la hissada d'una gàbia minera en vertical. En el cas dels trens de vagons, permeten llençar-los mitjançant un cable d'acer o un altre dispositiu, i roda el tren de vagons per la superfície inclinada.
Altres aplicacions poden ser el remuntador de materials a tremuges en les indústries cimentera, metal·lúrgica i mineralúrgica, o l'accionament de cadenes i cintes de producció en la indústria.

Il·lustració amb les parts d'un remolcador que duu argue o vògit.